# Olivenebula oberthuri
Olivenebula oberthuri är en fjärilsart som beskrevs av Otto Staudinger 1892. Olivenebula oberthuri ingår i släktet Olivenebula och familjen nattflyn. Inga underarter finns listade i Catalogue of Life.